# Allogny
 Allogny  es una población y comuna francesa, situada en la región de  Centro, departamento de Cher, en el distrito de Bourges y cantón de Saint-Martin-d'Auxigny.

## Demografía
| 544 | 534 | 623 | 765 | 916 | 896 |
| Para los censos de 1962 a 1999 la población legal corresponde a la población sin duplicidades (Fuente: INSEE [Consultar]) |     |     |     |     |     |